# Henri Storck
Henri Storck (* 5. September 1907 in Ostende, Belgien; † 17. September 1999 in Uccle/Ukkel, Belgien) war ein belgischer Filmemacher, Filmregisseur, Dokumentarfilmer und Hochschullehrer.

## Leben
Storck führte Regie zusammen mit dem Niederländer Joris Ivens in dem 1933 gedrehten 28-minütigen Film Misère au Borinage (Elend in der Borinage), der 1963 mit Ton unterlegt wurde. Das Thema der elenden Lebensbedingungen in der Kohlenregion der Wallonie nahm der Regisseur 1937 nochmals in seinem dreißigminütigen Film Les Maisons de la misère (Die Häuser des Elends) auf.
Bis in die 1980er Jahre wirkte Storck bei Dutzenden von Dokumentar- und Spielfilmen in verschiedenen Funktionen mit. Dazu gehören auch seine Rollen als Schauspieler im 1933 von Jean Vigo gedrehten Spielfilm Zéro de conduite (deutsch: Betragen ungenügend) und dem 1976 von Chantal Akerman gedrehten Film Jeanne Dilman, 23 Quai du Commerce, 1080 Bruxelles. Zu den von ihm produzierten Filmen gehörte 1958 auch der mit einem Text von Heinz Sielmann versehene Film Les seigneurs de la forêt über die Tiere im Urwald des damaligen Belgisch-Kongo.
Storck gründete 1938 zusammen mit André Thirifays und Pierre Vermeylen die Cinémathèque Royale de Belgique mit Sitz in Brüssel. 1959 war er Mitglied der Jury bei Ersten Internationalen Moskauer Filmfestival. 1966 bis 1968 war er Dozent am Institut des arts de diffusion in Brüssel.

## Ehrungen und Auszeichnungen
- 1978: Ehrendoktor der Vrije Universiteit Brussel.
- 1995: Ehrendoktor der Université libre de Bruxelles.

## Filmografie
Auswahl:
- 1929: Pur vos beaux yeux – 8'.
- 1933: Misère au Borinage – 28', Regie zusammen mit Joris Ivens, vertont 1963.[1]
- 1937: Les Maisons de la misère – 30'
- 1948: Rubens – 65', Regie zusammen mit Paul Haesaerts.
- 1949: Au carrefour de la vie – 28'.
- 1951: Le Banquet des fraudeurs (deutsch: Das Bankett der Schmuggler) – 90'; Wettbewerbsbeitrag zu den Filmfestspielen von Cannes 1952.
- 1953: Herman Teirlinck – 55'.
- 1956: Décembre, mois des enfants – 21'30.
- 1961: L’Énergie est à vous – 20', Regie zusammen mit Pierre Arthuys.
- 1962: Le Bonheur d’être aimé – 14'.
- 1970: Paul Delvaux, ou les femmes défendues – 18', Goldene Palme der Filmfestspiele Cannes 1951 in der Kategorie Kurzfilm.
- 1985: Permeke – 90', Regie zusammen mit Patrick Conrad.

als Schauspieler
- 1930: Priester in: Betragen ungenügend (1933), Regie Jean Vigo.
- 1975: «Freier» in Jeanne Dielman, Regie Chantal Akerman.